# Акопян, Ара Тигранович
Араик Акопян (род. 27 января 1972 года в Ереване, Армянская ССР) — российский (московский) продюсер, куратор, издатель, организатор концертных мероприятий и фестивалей, арт-директор и пропагандист в области импровизационной музыки (джаз, фьюжн, фанк и близкие к названным стили). Входит в число основателей ряда клубных площадок в Москве, в том числе действующего в настоящий момент Клуба Алексея Козлова. Выполнял функции арт-директора издательства лейбла «ArtBeat Music», в настоящий момент — соучредитель, арт-директор и выпускающий продюсер лейбла «Jazzist». Один из основателей интернет-ресурса jazzist.ru, пишущего о джазе без географических, временных и стилистических ограничений. Входит в совет фонда поддержки современной инструментальной музыки Алексея Козлова. Регулярно приглашается как спикер на всероссийские и международные форумы музыкальной индустрии («NAMM MusikMesse», «Jazz Across Borders», «Colisium», «Российская креативная неделя» и т. п.).

## Деятельность
Начинал как музыкант (гитарист), в 1994—2007 гг. играл в составе блюз- и фанк-коллективов Papa John’s Band и Magic Pump, впоследствии перешёл к организаторской деятельности и закончил с личным музицированием.
Работал звукорежиссёром в клубе «Bilingua», в клубе «13», был сопродюсером центра «Cantaloop». Начал выполнять арт-директорские функции в клубе «Papa John’s», продолжил эту деятельность в кафе «Net Name». Клуб «Олимпиада-80», где ему была предоставлена полная свобода в формировании программы, Акопян сделал одной из самых значительных точек в истории российской импровизационной музыки.
Работал концертным директором певицы Алёны Тойминцевой и группы Think Twice.
Является организатором и продюсером международных и российских фестивалей, в числе которых проекты «Bazzday» (посвящённый бас-гитаре и авторской музыке), «FuzzionDay» (фестиваль музыки фьюжн), «Город Джаз», «Тили-мили-джаз» (имеющий благотворительный характер) и т. п.
С 2012 года является арт-директором Клуба Алексея Козлова, открытого по инициативе Фонда поддержки современной инструментальной музыки «АртБит» Алексея Козлова. Некоторое время являлся директором этого Фонда, в настоящее время сменившего название. Долгое сотрудничество Акопяна с народным артистом России Алексеем Козловым, по его словам, объясняется тем, что их объединяют «непримиримость к любой профанации и подделке в искусстве, желание просвещать и подтягивать слушателя до своего уровня, а не потворствовать вкусам и желаниям большинства». В 2019 году клуб под руководством Акопяна признан американским джазовым порталом AllAboutJazz победителем в голосовании «Top 100 Jazz Venues 2019» («Лучшие 100 джазовых площадок 2019 года»), а в 2017, 2020 и 2021/2022 получал звание «Площадка года» в рамках премии Радио JAZZ 89.1 FM «Все цвета джаза». Той же премии в 2023 году в номинации «Релиз года» удостоен диск Анны Королёвой «Timeless», спродюсированный Акопяном.
Регулярно участвует в работе жюри музыкальных конкурсов различного уровня (в числе которых онлайн-конкурс «OK Live Bands» от социальной сети «Одноклассники», премия «Будущее зависит от тебя» компании «Мегафон», конкурс эстрадно-джазового вокала «Music Parking», конкурс-фестиваль «Блюз без границ», конкурс-фестиваль для ансамблей джазовой музыки «EverJazz», открытый фестиваль-конкурс «Jazz Birds» и т. п.).

## Отзывы профессионального сообщества
...уникальный человек, который посвятил всего себя профессии. Он для меня образец арт-директора. Араик очень любит музыку и джазовую атмосферу, к работе подошёл с правильной стороны. Как бывший музыкант, он уважает труд других артистов, понимает, что им нравится и не нравится. Именно поэтому музыкантам комфортно в клубе, там они чувствуют себя артистами.Максим Дуров, джазовый музыкант, Максим Дуров: «Музыкант учится всю жизнь»
...я не знаю никого, кто сделал бы для современного джаза и экспериментальной околоджазовой музыки в России больше, чем клуб Алексея Козлова, его бессменный арт-директор Араик Акопян и, конечно же, сам Алексей Семёнович Козлов.Виктор Радзиевский, в интервью газете «Музыкальный клондайк»

## Сторонние проекты
В 2021 году стал продюсером документального фильма «Джазист», посвящённого творческому пути Алексея Козлова, а также появился в кадре в роли одного из комментаторов.
В 2023 году принял участие в записи проекта банка «Точка» «Точки на карте» (аудиогид по Москве, созданный предпринимателями), рассказав о пути развития столичных джазовых клубов.